# Abraham Esau

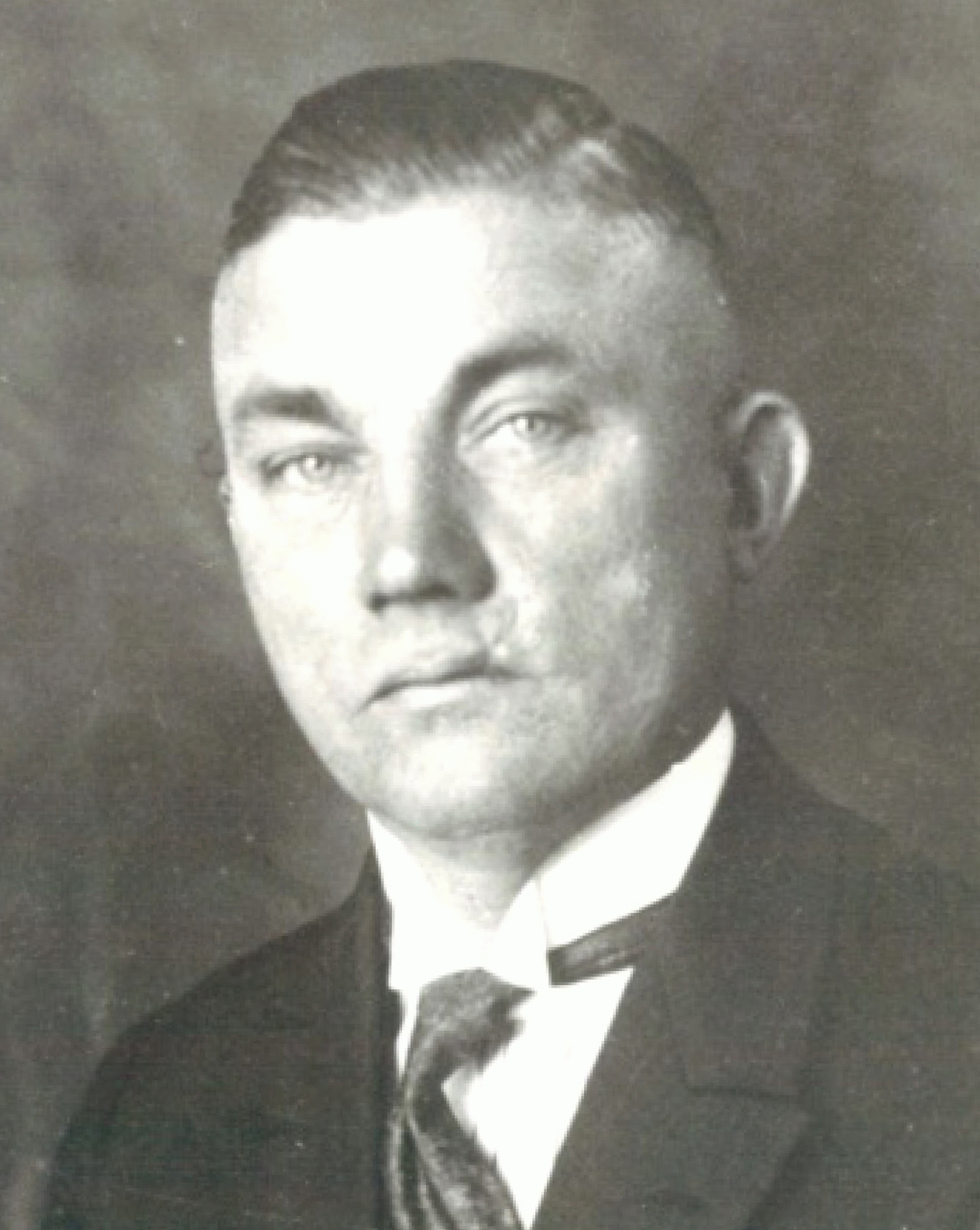
Abraham Esau in seiner Zeit am Jenaer Technisch-Physikalischen Institut

Abraham Robert Esau (* 7. Juni 1884 in Tiegenhagen, Kreis Marienburg; † 12. Mai 1955 in Düsseldorf) war ein deutscher Physiker und ein Pionier der deutschen Bewegung der Funkamateure.

## Studium, Armeezeit und erste berufliche Schritte
Nach dem Besuch des Realgymnasiums St. Petri und Pauli in Danzig studierte Esau Physik an der Universität Berlin und an der TH Danzig. Dort war er von 1906 bis 1909 Assistent des Physikers Max Wien. Esau wurde 1908 in Berlin zum Dr. phil. nat. promoviert.
1909/10 war Esau Einjährig-Freiwilliger bei der Funkabteilung des Telegraphenbataillons Nr. 1 Berlin.
Nach seinem Wechsel vom Hochschuldienst zur Gesellschaft für drahtlose Telegraphie, System Telefunken in Berlin 1912 widmete sich Esau Fragen des Funkempfangs. Im Auftrage von Telefunken errichtete er 1913 in Togo die Funkstation Kamina im Rahmen des Aufbaus eines Funkverkehrsnetzes zwischen den deutschen Kolonien und Deutschland. Der Reserveoffizier Esau wurde dort 1914 vom Ausbruch des Ersten Weltkrieges überrascht und kam bis 1919 in französische Kriegsgefangenschaft.
Nach dem Ersten Weltkrieg befasste sich Esau mit Fragen des Überseeempfangs und entwickelte eine Doppelrahmenempfangsanlage, die in Geltow bei Potsdam für den drahtlosen Überseeverkehr gebaut wurde.
Vom 28. bis 30. Dezember 1924 führte Esau Versuche zur Untersuchung des Fading-Effekts durch: „[D]er Berliner Rundfunksender gibt an diesen Tagen auf Welle 605 m abends nach Abschluß des Programmes Zahlen. Und zwar Zahlen, von 100 beginnend; Aufgabe des Beobachters ist es nun, die Zahlen zu bezeichnen, bei denen der Empfangsschwund zu bemerken ist, bzw. jene Zahlen, bei denen die Empfangslautstärke wieder den früheren Höhepunkt erreicht. (Z. B. ‚Empfangsschwund 121 bis 128, an- oder abschwellend‘.)“ Rundfunkhörer sollten ihre Beobachtungen  richten an „Herrn Dr. Esau, Telefunken-Haus, Berlin, SW. 11“. 1925 führte er die weltweit erste UKW-Übertragung zwischen Jena und Kahla durch.
Am 28. Juli 1925 wurde der erste überregionale deutsche Amateurfunkverband, der Deutsche Funktechnische Verband e. V. (DFTV) gegründet. Abraham Esau war der erste Präsident des Verbandes, sein Amateurfunkrufzeichen war EK4AAL.

## Professur an der Universität Jena
Anfang 1925 wurde er an die Universität Jena zum ordentlichen Professor für Technische Physik berufen. Außerdem wurde er zum Leiter des Technisch-Physikalischen Instituts ernannt. 1928 wurde er zum ordentlichen Professor ernannt. Der Titel seiner Antrittsvorlesung lautete „Die Energievorräte der Erde und ihre technische Ausnutzung“. Esau erfreute sich sowohl bei den Dozenten als auch bei der Studentenschaft großer Beliebtheit.
Seit 1928 beschäftigte er sich gemeinsam mit Erwin Schliephake mit der Möglichkeit, Kurzwellen in der Medizin, insbesondere bei der Therapierung von Krebspatienten, einzusetzen. Beide zusammen entwickelten dabei die Kurzwellen-Therapie (Diathermie). Obwohl selbst bei inoperablen Patienten Heilungserfolge verzeichnet werden konnten, fand die Methode zunächst keinen Eingang in die Schulmedizin, ist heute aber weit verbreitet. 1929 wurde er Mitglied der Erfurter Akademie gemeinnütziger Wissenschaften.
1930 begann er mit Untersuchungen über die Einsatzmöglichkeiten von Ultrakurzwellen.
Von März 1932 bis März 1935 war Esau Rektor der Universität Jena und wurde als solcher im Jahr 1934 zum Stiftungskommissar der Carl-Zeiss-Stiftung ernannt. Er löste damit Julius Dietz ab, der durch Intervention der Geschäftsleitung von Carl Zeiss (Walther Bauersfeld, Paul Henrichs und August Kotthaus) abberufen werden musste. Zum 1. Mai 1933 trat Esau in die NSDAP ein (Mitgliedsnummer 2.907.651).
Von November 1937 bis März 1939 übernahm Esau erneut das Amt des Rektors der Universität Jena. Im Sommer 1939 wurde er durch den Rassenforscher Karl Astel ersetzt.
Joseph Goebbels ernannte Esau am 15. November 1935 zum Mitglied des Reichskultursenats.
Nach Meinung von Max von Laue gebärdete sich Esau als „Haupt-Repräsentant des Nationalsozialismus unter den deutschen Physikern“.

## Ab 1939
Ab 1939 war Esau Präsident der Physikalisch-Technischen Reichsanstalt (PTR) in Berlin sowie an der TH Berlin ordentlicher Professor für Militärtechnik.
Im April 1939 organisierte Esau als Spartenleiter Physik im Reichsforschungsrat eine erste Sitzung des „Uranvereins“. Mit Beginn des Zweiten Weltkrieges fasste das Heereswaffenamt in Verbindung mit Esau im Reichsforschungsrat die führenden Forscher Deutschlands auf dem Gebiet der Kernspaltung im „Uranprojekt“ zusammen und verteilte die Arbeiten auf verschiedene Institute. 1942 wurde Esau „Bevollmächtigter des Reichsmarschalls für alle Fragen der Kernphysik“ und ab Anfang 1944 als Nachfolger von Johannes Plendl „Bevollmächtigter für Hochfrequenz-Forschung“. Esau leitete Forschungen im Bereich des Funkmesswesens, insbesondere der Erschließung des Zentimeterwellenbereichs. Mit einem von ihm entwickelten Magnetron erreichte er Wellenlängen unter zwei Millimeter. Er gehörte der Arbeitsgruppe Rotterdam an.

## Nach dem Zweiten Weltkrieg
Nach der Kapitulation Deutschlands wurden die Arbeiten von Esau im Rahmen der Alsos-Missionen durch die Amerikaner beschlagnahmt und analysiert. Die Alsos-Missionen fanden zwischen Ende 1943 und Ende 1945 im Rahmen des Manhattan-Projekt der USA statt. Ziel war es, eventuelle deutsche Bemühungen zum Bau einer Atombombe offenzulegen und zu verhindern.
Abraham Esau wurde 1945 verhaftet, in Frankreich und Deutschland inhaftiert. Er wurde in die Niederlande überstellt, wo er wegen seiner Mitverantwortung für die Ausplünderung der Philips-Werke vor Gericht gestellt wurde. Er blieb bis 1948 in Haft. Ende 1948 wurde er von der Anklage des wirtschaftlichen Kriegsverbrechens freigesprochen und nach Deutschland abgeschoben, wo er von der Spruchkammer Rendsburg de facto „entnazifiziert“ wurde.
Sein Amt als Präsident der PTR übte er nicht mehr aus, sondern wurde mit Unterstützung durch Leo Brandt 1949 Honorarprofessor für Kurzwellentechnik an der TH Aachen und Leiter des Institutes für Hochfrequenztechnik in Mülheim an der Ruhr einer Abteilung der Deutschen Versuchsanstalt für Luftfahrt. Er führte wegweisende Untersuchungen zum Einsatz von elektrischen und akustischen Wellen (Radar bzw. Sonar) zur Ortung, Navigation und Wetterbeobachtung sowie zum Einsatz von Ultraschall in der Werkstoffprüfung durch.

## Mitgliedschaften, Ämter und Ehrungen
- 1913 Gedenkmedaille um die Feldzüge in Afrika
- 1914 Eisernes Kreuz 2. und 1. Klasse
- Seit 1925 Präsident des deutschen funktechnischen Verbandes
- Ab 1933 Staatsrat und Mitglied des Reichskultursenates
- 1934 Führer der Rektorenkonferenz der deutschen Hochschulen
- 1934 bis 1945 Stiftungskommissar der Carl-Zeiss-Stiftung
- 1935 Mitglied der Fernsehgesellschaft bei der Reichsrundfunkkammer
- 1937 Mitglied der Deutschen Akademie der Luftfahrtforschung[10]
- 1939 bis 1945 Präsident der Physikalisch-Technischen Reichsanstalt (PTR) in Berlin
- 23. September 1944: Ritterkreuz des Kriegsverdienstkreuzes mit der Begründung: „Diese Auszeichnung, die zugleich eine hohe Anerkennung für die wissenschaftliche Arbeit der gesamten deutschen Hochschulen im Krieg bedeutet, erfolgte in Würdigung hervorragender Ergebnisse für Grundlagenforschung und Zweckforschung auf den Gebieten der Kernphysik und der Hochfrequenztechnik. Die wissenschaftlichen Leistungen Professor Esaus haben in hohem Maße dazu beigetragen, die technische Ueberlegenheit Deutschlands ln diesem Krieg an zahlreichen Stellen wieder zu erkämpfen und das technische Gleichgewicht wiederherzustellen.“[11]
- Mitglied der Deutschen Akademie der Naturforscher Leopoldina
- Mitglied der Preußischen Akademie der Wissenschaften (1942–1945)
- Mitglied des Forschungsrates des Landes Nordrhein-Westfalen
- Mitglied des Vorstandes der Deutschen Versuchsanstalt für Luftfahrt
- Ehrensenator der Universität Erlangen
- Ehrenbürger der TH Danzig
- 1954 Dr. med. h. c. der Albert-Ludwigs-Universität Freiburg
- Ehrenmitgliedschaften bei diversen Jenenser Vereinigungen aufgrund seiner Tätigkeit als Rektor der Universität Jena, z. B. Burschenschaft Germania (1949) und Burschenschaft Arminia auf dem Burgkeller (1950)
- Corpsstudent und Mitglied der Rudolstädter Corps Holsatia Berlin und Silingia Breslau zu Köln
- Nomination für den Physik-Nobelpreis 1935 durch August Gärtner[12]

## Schriften (Auswahl)
- Abraham Esau: „Die Großstation Kamina und der Beginn des Welktkrieges.“ In: Telefunken-Zeitung Nr. 15, 1919/3. Jg., S. 31–36.
- Ultrakurze elektrische Wellen. In: E. u. M. Elektrotechnik und Maschinenbau. Zeitschrift des Elektrotechnischen Vereines in Wien, Jahrgang 1928, S. 78–79 (online bei ANNO).
- Abraham Esau: „Ortung mit elektrischen und Ultraschallwellen in Technik und Natur“ in Arbeitsgemeinschaft für Forschung des Landes Nordrhein-Westfalen, Heft 15, Leo Brandt (Hrsg.), Westdeutscher Verlag, Köln, 1951